# دیمیتار زاپریانوف
دیمیتار زاپریانوف (بلغاری: Димитър Запрянов؛ زادهٔ ۲۷ ژانویهٔ ۱۹۶۰) جودوکار اهل بلغارستان بود.